# Schlomo Arel

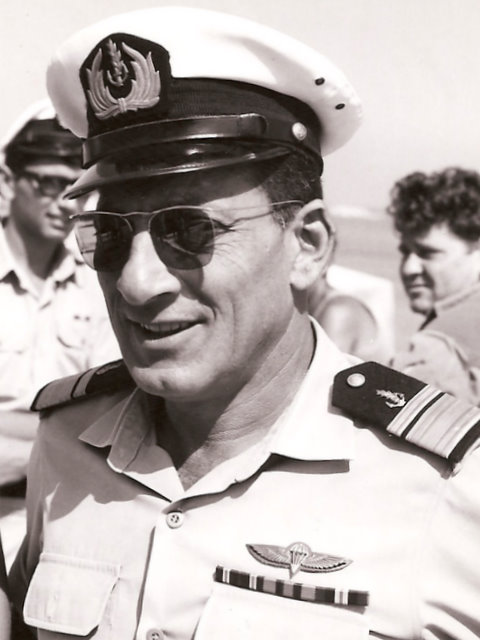
Schlomo Erell

Schlomo Erʾel (auch Shlomo Erell, anglophon auch Arel (/ˈɛʁəl/), bis nach Gründung Israels noch Schlomo Engel; hebräisch שְׁלֹמֹה אֶרְאֵל Schlomoh Erʾel; geboren am 20. November 1920 in Łódź; gestorben am 20. November 2018 in Tel Aviv) war ein Konteradmiral (Aluf) der Israelischen Verteidigungsstreitkräfte. Von 1966 bis 1968 war er Befehlshaber der israelischen Marine.

## Leben

### Herkunft, Jugend und Zweiter Weltkrieg
Schlomo Erell wurde 1920 als Sohn von Fryda und Chaim Engel in Polen geboren. Die Familie emigrierte 1926 nach Palästina und lebte zunächst in Petach Tiqwa, wo sein Vater als Kaufmann und Eigentümer von Zitrusplantagen tätig war. Nachdem sein Vater bei einem Autounfall ums Leben gekommen war, zogen er als Zehnjähriger und seine Mutter nach Tel Aviv, wo er das Gymnasium Geʾulla besuchte und der revisionistisch-zionistischen Jugendorganisation Betar beitrat. 1936 schloss er sich für kurze Zeit einer anti-britischen Widerstandsbewegung im Gebiet des Völkerbundsmandats für Palästina an. Ende 1936 absolvierte er einen Lehrgang an der Marine-Schule der Betar im italienischen Civitavecchia und war danach als Matrose auf einem italienischen Schiff tätig. Nach fünfmonatiger Tätigkeit kehrte er nach Palästina zurück, wo er von britischen Sicherheitsorganen wegen seiner Tätigkeit in der anti-britischen Widerstandsbewegung verhaftet wurde. Nach einem halben Jahr im Gefängnis Akkon wurde er unter der Bedingung aus der Haft entlassen, aus dem Mandatsgebiet auszureisen. Er reiste über Paris nach Antwerpen, wo er als Seemann und Wachmann im Hafen arbeitete.
Mit dem Ausbruch des Zweiten Weltkriegs schloss sich Erell den Jischuv-Freiwilligen der Handelsmarine der Royal Navy an und nahm an Geleitzugfahrten im Atlantischen Ozean teil. Im Januar 1941 wurde sein Schiff von einem U-Boot der Kriegsmarine der deutschen Wehrmacht torpediert. Er konnte sich retten und verbrachte neun Tage in einem Rettungsboot. Nach seiner Rettung fuhr er auf verschiedenen Schiffen im Mittelmeer und war zuletzt Kapitän eines Schiffes. 1944 wurde er Mitarbeiter der Dead Sea Potash Company am Toten Meer und trat während des Krieges um Israels Unabhängigkeit der Israelischen Marine (Cheil haJam haJisrəʾeli) bei. Er befehligte das 19. Palmach-Geschwader. Im März 1949 nahm er an der Operation ʿUvda teil, der letzten Operation während des Krieges um Israels Unabhängigkeit bei En Gedi im Norden der Wüste Negev sowie in der Judäischen Wüste.

### Verwendungen und Modernisierungen in der israelischen Marine

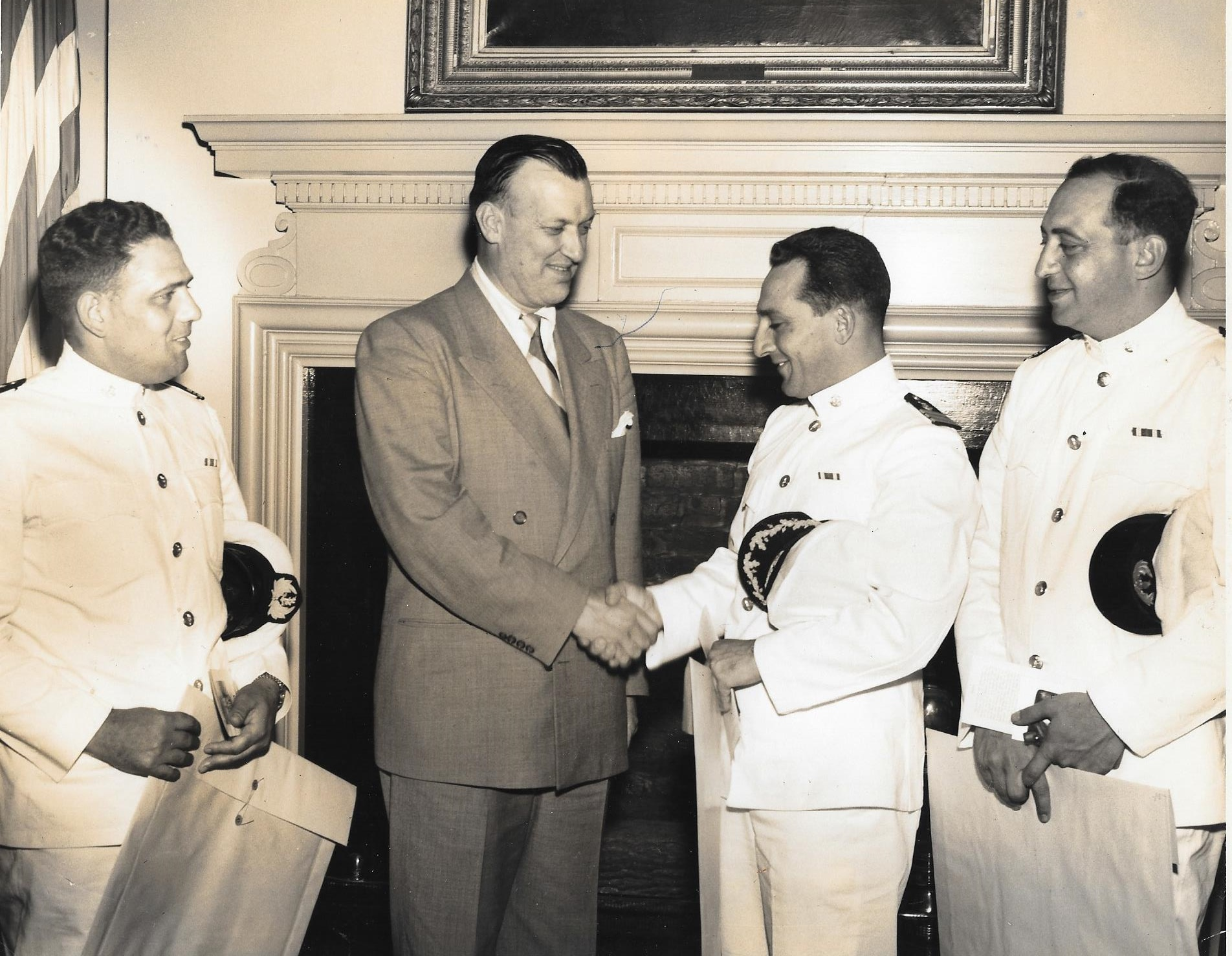
Oberstleutnant (Sgan Aluf) Schlomo Erʾel (2. v. r.) mit den Majoren (Rav-Seren) Naftali Rosen (links) und Aryeh Schaʾanan (rechts) beim Besuch des Gouverneurs von Maryland Theodore McKeldin nach der Operation Kolumbus (25. Juni 1951)

Nach Kriegsende wurde Schlomo Erell im unabhängigen Staat Israel Kommandant der Korvette K-20 Haganah sowie später der zur Asheville-/Tacoma-Klasse gehörenden K-30 Misgav. 1951 war er im Auftrag des damaligen Marine-Befehlshabers Mordechai Limon Kommandeur der Operation Kolumbus, einer Fahrt der K-30 Misgav sowie der K-20 Haganah in die USA, um die von Ministerpräsident David Ben-Gurion herausgegebenen staatlichen Anleihen (Israel Bonds) zu übergeben. 1952 wurde er als Oberst (Aluf Mischne) Kommandeur der Marinebasis und der dort stationierten Kommandoeinheit der Korvetten und Fregatten, mit der er zahlreiche Ausbildungsfahrten im Mittelmeer und Atlantischen Ozean durchführte. In dieser Verwendung leitete er im August 1953 auch einen Rettungseinsatz der Marine nach dem Erdbeben auf den ionischen Inseln Kefalonia, Zakynthos und Ithaka am 12. August 1953. Zwei Schiffe der israelischen Marine erreichten als erste Rettungsschiffe die betroffenen Inseln und transportierten in den nächsten Tagen Hunderte von Schwerverletzten zum Festland.
Nachdem Erell zwischen 1955 und 1956 Militärattaché an der Botschaft in Italien sowie Marineattaché für Westeuropa war, absolvierte er einen Lehrgang am Royal Naval College in Greenwich. Nach seiner Rückkehr war er maßgeblich an der Einrichtung eines ähnlichen Generalstabslehrgangs für die Offiziere der israelischen Marine beteiligt, der daraufhin 1957 auch für die Luftstreitkräfte eingerichtet wurde. 1959 wurde er Kommodore des Zerstörer-Geschwaders und danach 1960 als Nachfolger von Schmuʾel Jannaʾi Leiter der Werften-Abteilung im Marineoberkommando. Als solcher war er verantwortlich für die Entwicklung der Sturmboote, die in einer Sturmboot-Flottille in den folgenden Jahren nach Sechstagekrieg 1967 und Jom-Kippur-Krieg 1973 die bisherigen Trapez- und Zerstörer-Geschwader ersetzte. Daneben leitete er 1965 den Kauf von drei 1945 in Dienst gestellten U-Booten der Klasse T der Royal Navy für die israelische Marine ein. Die Dakar sank bereits am 25. April 1968 mit ihrer kompletten Mannschaft bei der Überfahrt im Mittelmeer, während die INS Dolphin sowie die Leviathan 1967 regulär in Dienst gestellt wurden. Eine Entwicklung des Torpedoboot-Programms Aryeh für die Kampfschwimmereinheit Schajetet 13 sah er im Gegensatz zu deren Gründer Jochai Bin-Nun, der von 1960 bis 1966 Befehlshaber der Marine war, kritisch, stimmte dieser aber zunächst zu.

### Befehlshaber der Marine von 1966 bis 1968 und der Sechstagekrieg Juni 1967

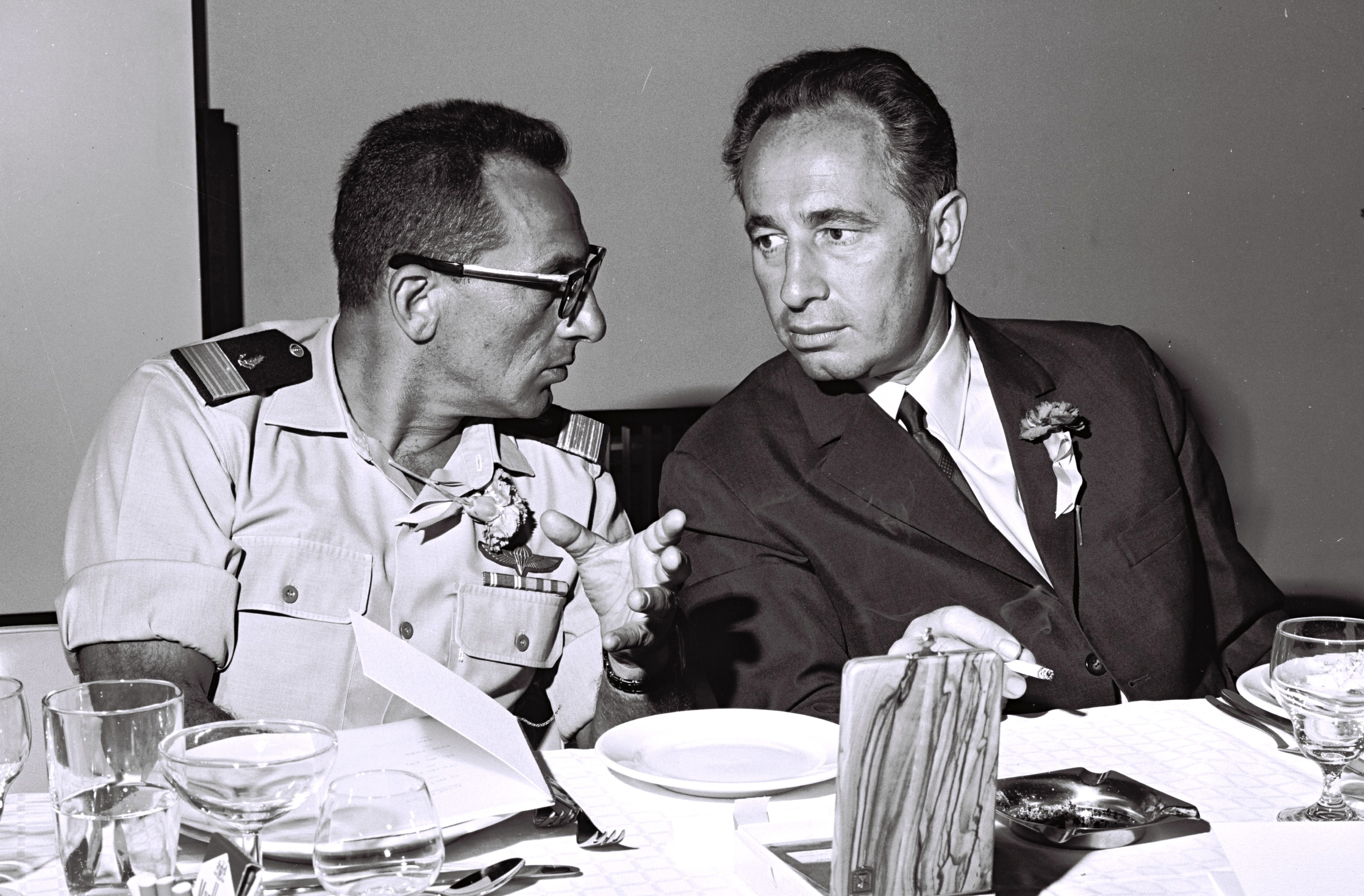
Konteradmiral Schlomo Erʾell mit dem früheren Vize-Verteidigungsminister und Knesset-Mitglied Schimʿon Peres (1. August 1967)

Als Schlomo Erell im Januar 1966 als Nachfolger von Konteradmiral Jochai Bin-Nun Befehlshaber der Marine wurde, stoppte er jedoch das Torpedoboot-Programm Aryeh. Im Oktober 1966 erfolgte seine Beförderung zum Konteradmiral (Aluf).
Während des Sechstagekrieges (5. bis 10. Juni 1967) war die Marine der mit sowjetischen Zerstörern und Raketen ausgestatteten ägyptischen und syrischen Marine technisch unterlegen, so dass es nur zu Angriffen mit der Kampfschwimmereinheit Schajetet 13 mit dem U-Boot Tanin kam. Der Ausbruch des Krieges traf die Schajetet 13 relativ unvorbereitet und in einem eher mittelmäßigen Ausbildungsstand. Das hatte zur Folge, dass eine ganze Reihe von Operationen scheiterte, am spektakulärsten am 6. Mai 1967, als sechs Soldaten der Schajetet 13 durch ägyptische Streitkräfte während einer verdeckten Operation in ägyptisch kontrolliertem Gebiet gefangen genommen wurden. Erst sechs Monate später, im Januar 1968, wurden die Soldaten wieder freigelassen. Die INS Tanin setzte bei Alexandria Kommandotruppen ab, die den Hafen der Stadt angreifen sollten. Außerdem versuchte sie einen Torpedoangriff auf eine ägyptische Sloop, wurde aber durch Wasserbombenangriffe abgedrängt und beschädigt. Nach den Misserfolgen der Marine im Sechstagekrieg kam es zu Neuplanungen der Marinerüstung und des Einsatzgebietes sowie zu Neuentwicklungen durch die Israel Shipyards in Haifa.
Erells Amtszeit als Befehlshaber der Marine war neben den Misserfolgen im Sechstagekrieg noch von zwei weiteren Katastrophen geprägt: Die Versenkung des Zerstörers INS Eilat am 21. Oktober 1967 durch einen SS-N-2-Styx-Seezielflugkörper der ägyptischen Marine vor Port Said sowie der spurlose Untergang des U-Bootes Dakar am 25. April 1968 mit seiner kompletten Mannschaft bei der Überfahrt im Mittelmeer. Im September 1968 schied er aus dem aktiven Militärdienst aus und wurde durch Konteradmiral Avraham Botzer abgelöst, der während des Sechstagekrieges Kommandant der Flotte im Roten Meer war, die Scharm El-Scheich eroberte.

### Spätere Tätigkeiten

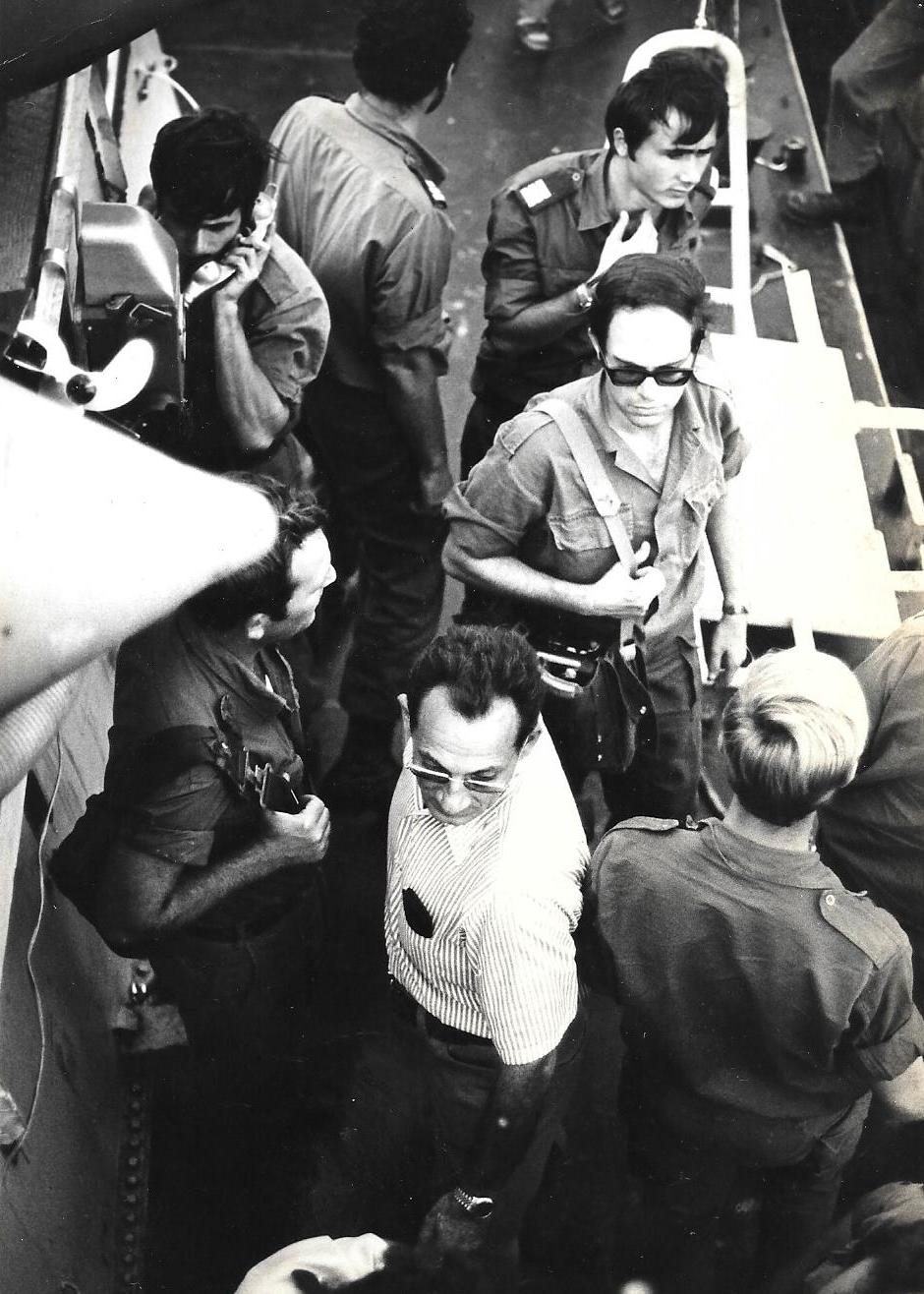
Schlomo Erell (in Zivil) bei einem Besuch des Flugkörperschnellbootes Reschef mit dem damaligen Ersten Offizier und späteren Marinebefehlshaber Alex Tal während des Jom-Kippur-Krieges (10. Oktober 1973)

Nach seinem Ausscheiden aus dem Militärdienst absolvierte Erell ein postgraduales Studium im Fach Management an der Columbia University, das er 1969 mit einem Master of Business Administration (M.B.A.) abschloss. Nach seiner Rückkehr wurde er Manager einer Reederei in Haifa. Während des Jom-Kippur-Krieges (6. bis 25. Oktober 1973) war Schlomo Erell Berater von Marinebefehlshaber Benjamin Telem und nahm dabei auch an Truppenbesuchen teil, wie zum Beispiel am 10. Oktober 1973 des Flugkörperschnellbootes Reschef, der namensgebenden Saʿar 4-Reshef-Klasse. 1973 wurde er Mitglied des Likkud und gründete zusammen mit Michael Eitan und Jigʾal Cohen-Orgad den Vereinigungskreis. Er gehörte auch zu den Mitgründern des Erneuerungskreises, der innerhalb des Likud zu den Gegnern von Menachem Begin gehörte.
1976 gründete Erell den Reederei-Verband und wurde dessen Vorsitzender. Während seiner Amtszeit führte er eine Kampagne gegen wilde Streiks durch und initiierte eine umfassende Reform der Arbeitsbeziehungen in der Handelsmarine. Er vertrat die Schifffahrtsindustrie zudem bei Verhandlungen mit Ministerien und Knesset-Ausschüssen. 1978 wurde er zudem Mitglied des Stadtrates von Haifa, lehnte eine Kandidatur für das Amt des Bürgermeisters jedoch ab. In den 1980er Jahren war er als Ombudsmann der Streitkräfte tätig und fungierte zwischen 1984 und 1989 ferner als Berater der damaligen Verteidigungsminister Mosche Arens und Jitzchak Rabin. Im Anschluss wurde er wieder Vorsitzender des Reederei-Verbandes und bekleidete diese Funktion bis zu seinem Ruhestand 1999. Er starb im November 2018 an seinem 98. Geburtstag.

## Veröffentlichung
- Diplomacy in the Depths of the Sea, 2000, Maʿariv-Verlag